# Gabriela Sánchez (hokej na travi)
Gabriela Edith Sánchez Grossi (27. listopada 1962.) je bivša argentinska hokejašica na travi. 
S argentinskom izabranom vrstom je sudjelovala na više međunarodnih natjecanja, a na brojnima je bila kapetanicom argentinskog predstavništva. Reprezentativnu karijeru je završila na Svjetskom kupu 1998.

## Sudjelovanja na velikim natjecanjima
- Panameričke igre 1987.
- OI 1988. (7. mjesto)
- SP 1990 (9. mjesto)
- SP 1994.
- Panameričke igre 1995.
- izlučni turnir 1995. za OI 1996., 1995.: 4. mjesto
- Trofej prvakinja 1995., 6. mjesto
- OI 1996. (7. mjesto)